# Telmo Zarra
Telmo Zarraonaindía Montoya, känd under artistnamnet "Zarra", född 20 januari 1921 i Asúa, Erandio, Biscaya, Spanien, död 23 februari 2006 i Bilbao, var en spansk fotbollsspelare. Han spelade för Athletic Bilbao mellan 1940 och 1955. Zarra vann den spanska skytteligan 6 gånger. 

## Målfacit
- 1945 - 19 mål
- 1946 - 24 mål
- 1947 - 34 mål
- 1950 - 25 mål
- 1951 - 38 mål
- 1953 - 24 mål